# يان كينغ (لاعب كريكت)
يان كينغ (10 نوفمبر 1931 في المملكة المتحدة - ) (بالإنجليزية: Ian King)‏ هو لاعب كريكت بريطاني. لعب مع نادي وارويكشاير للكريكيت ‏ ونادي مقاطعة ساسكس للكريكت ‏.

## وصلات خارجية
- يان كينغ على موقع إي آس بي آن كريك إنفو (الإنجليزية)